# Олійник Євген Ілліч
Євген Ілліч Олійник (нар. 26 грудня 1984, Київ, Українська РСР, СРСР) — український актор театру і кіно театральний продюсер .

## Біографія
Освіта: 
- вища електротехнічна[1]
- вища юридична[1]
- Дніпровський театрально-художній коледж.[2][3]

Театр:
- Донецький національний академічний український музично-драматичний театр[3]
- Академічний музично-драматичний театр імені Лесі Українки міста Кам'янського[3]

## Фільмографія

### Ролі в кіно
Євген Олійник знявся в наступних фільмах і телесеріалах:
- Брат за брата 3
- Ватага[pl]
- Відділ 44
- Паутина 9
- Не зарікайся
- Нити судьбы
- Певица
- Поганий хороший коп
- Жіночий лікар-3
- Ментовские войны. Киев
- Пес-2
- Пес-3
- Дитина на мільйон
- Свєтка
- Бойся желаний своих
- В полоні у перевертня
- Дружина за обміном
- Скарбниця життя
- Хто ти?
- Обмани себе
- Одна на двох
- Первый раз прощается
- Пес-4
- Перевірка на міцність
- Путешествие к центру души
- Сліди в минуле
- Артист
- Брати по крові
- Колишня
- Город влюбленных
- Двойное отражение
- Доторкнутися до серця
- Порушуючи правила
- Не жіноча праця
- Від кохання до ненависті
- Про що не розповість річка
- З мене досить
- Солнечный ноябрь
- Тайсон
- Фантом
- Розтин покаже
- Ангелы
- Ассистентка
- Бідна Саша
- У полоні минулого
- Расколотые сны
- Реабилитация
- Роман с детективом
- Формула счастья
- Я працюю на цвинтарі
- Дитячий охоронець
- Игры детей старшего возраста
- Кейс
- Сніг посеред літа
- Місце під сонцем
- Нелюбимый мой
- Плут
- Провинциал
- Врятувати Віру
- Таємне кохання. Повернення
- Трикутник долі
- Кришталеві вершини
- Джура Королевич
- Прошлому меня не сломить
- Прибулець
- Ангелы-2
- Справжній Санта
- Топтун